# Cobolt
Cobolt var ett svenskt indierockband. Bandnamnet var egenhändigt påhittat, dock med inspiration från grundämnet kobolt. Gruppens låtskrivare, sångare och gitarrist Magnus Björklund hade ett förflutet i den svenska hardcoregruppen Refused.
Gruppen debuterade med 1997 års studioalbum Eleven Storey Soul Departure, utgiven på Ampersand Records. Debuten följdes av en splitsingel med Kevlar samt andra albumet Spirit on Parole, båda utgivna 1999.
Efter dessa bytte bandet skivbolag till spanska B-Core Disc, på vilket man utgav EP-skivan A Few Hours Captured (1999), samt gruppens tredje och sista studioalbum Passoã (2002).

## Medlemmar
- Johannes Berglund - gitarr
- Magnus Björklund - sång, gitarr
- Kristoffer Larsson - bas
- Andreas Nilsson - trummor

## Diskografi
Album
- 1997 - Eleven Storey Soul Departure (Ampersand Records)
- 1999 - Spirit on Parole (Ampersand Records)
- 2002 - Passoã (B-Core Disc)

EP
- 1999 - A Few Hours Captured (B-Core Disc)

Singlar
- 1999 - A: Cobolt – Dinosaur Muscle / B1: Kevlar (5) –	 Construction Work	, B2	: Kevlar (5) – Room For Second Thought (splitsingel, Chalksounds/Communication Recordings)
- 1999 - A-Set - All Systems Go / Cobolt - Fourhundred and Fourteen (splitsingelt, Tree Records)
- 2000 - Idaho - Happy Times / Cobolt - Indian Summer (splitsingel, SNC Empire)